# Szerénusz
A Szerénusz latin eredetű férfinév, jelentése: derűs, nyugodt.  Női párja: Szeréna.

## Gyakorisága
Az 1990-es években szórványos név, a 2000-es években nem szerepel a 100 leggyakoribb férfinév között.

## Névnapok
- június 28.[2]
- augusztus 2.[2]
- augusztus 16.[2]
- szeptember 14.[2]